# آرلن بوکسال
آرلن بوکسال (انگلیسی: Arlene Boxall؛ زادهٔ ۹ اکتبر ۱۹۶۱) بازیکن هاکی روی چمن اهل زیمبابوه بود.
وی به‌همراه تیم ملی هاکی روی چمن زنان زیمبابوه به مدال طلا بازی‌های المپیک تابستانی ۱۹۸۰ رسیده‌است.